# Jabra Ibrahim Jabra
Jabrâ Ibrâhîm Jabrâ (جَبرا إبراهيم جَبرا), né le 28 août 1919 à Bethléem et mort le 12 décembre 1994 à Bagdad, est un romancier, poète, critique, dramaturge, mémorialiste et peintre arabe palestinien. Il est unanimement considéré comme l'un des écrivains les plus importants de la littérature arabe contemporaine.

## Biographie
Jabrâ est né à Bethléem, en Palestine sous mandat britannique, dans une famille arabe chrétienne orthodoxe, qui vit pauvrement. Il étudie à Jérusalem, puis à Cambridge avant de revenir à Jérusalem où il est nommé professeur de littérature anglaise. Après la guerre israélo-arabe de 1948, il s'exile et s'installe en Irak, et continue à enseigner la littérature anglaise à l'université, tout en participant activement au débat culturel du pays. C'est ainsi qu'en 1951, en compagnie de deux artistes irakiens, Jawad Saleem et Shakir Hassan Al Said, il  fonde le Groupe de Bagdad pour l'art moderne (Baghdad Group for Modern Art).  
Son œuvre compte plus de soixante dix œuvres, entre romans, poèmes, études et traductions. Les ouvrages de Jabrâ ont été traduits dans plusieurs langues.

## Œuvres
- Tammūz fī al-Madīnah. 1959. (Juillet dans la ville)
- al-Ḥurrīyah wa-al-Tūfān. 1960. (La liberté et le déluge)
- al-Madār al-Mughlaq. 1964. (L’orbite fermée)
- al-Riḥlah al-Thāminah. 1967. (Le huitième voyage)
- al-Safīnah. 1970. (Le bateau)
- ‘Araq wa-Qiṣaṣ Ukhrā. 1974.
- Ṣurākh fī Layl Ṭawīl. 1974. (Un cri dans une longue nuit)
- Jawād Sālim wa-Nuṣb al-Ḥurrīyah. (Jawād Sālim et le monument de la liberté)
- al-Nār wa-al-Jawhar. 1975. (Le feu et l’essence)
- Baḥth ‘an Walīd Mas‘ūd. 1978. (En cherchant Walid Masud)
- Yanābi‘ al-Ru’yā. 1979. (Les sources de la vision)
- Law’at al-Shams. 1981. (L’ardeur du soleil)
- ‘Ālam bi-lā kharā’iṭ. 1982. (Un monde sans cartes / En collaboration avec Abdel Rahman Mounif)
- al-Ghuraf al-Ukhrā. 1986. (Les autres chambres)
- al-Bi'r al-ulā. 1987. (Le premier puits)
- Malik al-Shams. 1988. (Le roi du soleil)
- Yawmiyyat Sarāb ‘Affān: Riwāyah. 1992. (Le journal de  Sarāb ‘Affān)

### Œuvres traduites en français
- À la recherche de Walid Masud, traduction France M. Douvier, Paris, JC Lattès, 1988
- Le premier puits, traduction Leïla El-Masri et Jocelyne Laâbi, Paris, Albin Michel 1993 / Le serpent à Plumes 2003
- Les chanteurs dans l'ombre, traduction Aline Sibony-Ismail, Paris, Siros
- La quarantième pièce, traduction Luc-Willy Deheuvels, Paris, l'Asiathèque, 1997
- Le navire, traduction Michel Burési, et Jamal Chehayed, Paris, Arcantères et UNESCO, coll. « Œuvres représentatives »